# Вакендак, Стив
Стивен Т. «Стив» Вакендак (англ. Stephen T. "Steve" Vacendak; род. 15 августа 1944 года, Скрантон, Пенсильвания, США) — американский профессиональный баскетболист и тренер, который выступал в Американской баскетбольной ассоциации, отыгравший три неполных из девяти сезонов её существования. Чемпион АБА в сезоне 1967/1968 годов в составе «Питтсбург Пайперс».

## Ранние годы
Стивен Вакендак родился 15 августа 1944 года в городе Скрантон (штат Пенсильвания), где он учился в одноимённой подготовительной средней школе, в которой играл за местную баскетбольную команду.